# Tena (kommun)
Tena är en kommun i Colombia.   Den ligger i departementet Cundinamarca, i den centrala delen av landet, 40 km väster om huvudstaden Bogotá. Antalet invånare är 7 569.